# Ilme Schlichting
Ilme Schlichting (Kiel, 8 de março de 1960) é uma biofísica alemã.

## Condecorações
- Prêmio Ernst Schering, 1998
- Prêmio Gottfried Wilhelm Leibniz, 2000